# Мачуский, Владислав
Владислав (Ладислас) Мачуский (пол. Władysław Maczuski, фр. Ladislas Maczuski, 23 июля 1837 — 22 августа 1898, Нантер) — польский и французский шахматист и шахматный журналист.

## Биография
Первую известность получил благодаря удачной игре в соревнованиях, проводившихся в варшавском кафе «U Zuzi». В конце 1850-х гг. переехал в Париж, где вскоре выдвинулся в число сильнейших шахматистов города. В 1860 г. П. Журну писал о Мачуском как о «неутомимом труженике», который «за несколько месяцев добился огромных успехов и теперь на равных играет с противниками, от которых недавно получал ладью». В эти же годы начал заниматься журналистикой: был главным редактором журнала «Le Pion». Позже (в 1864 г.) Журну и Мачуский были соредакторами возрожденного журнала «Le Palamède Français».
Открыто поддержал Польское восстание 1863—1864 гг., вследствие чего не мог вернуться на родину. Оказывал поддержку польским эмигрантам. В частности, он дал рекомендации в шахматный клуб в «Кафе де ля Режанс» С. Розенталю и С. Зиттенфельду.
Был известен как игрок вслепую. Особый резонанс имела его гастрольная поездка в Италию (1875—1876), когда он успешно играл, не глядя на доску, с ведущими итальянскими шахматистами. Последний значительный успех — дележ 2—3 мест в чемпионате «Кафе де ля Режанс» 1878 г. и последующая победа над Шамье в матче за 2-й приз.
В советской шахматной литературе упоминался в основном в связи с тем, что в 1861 г. играл матч с И. С. Тургеневым. Изначально планировался матч из 11 партий на большинство, но после 6-й партии соревнование было прервано при счете 4 : 2 в пользу Мачуского. Единственная партия, которую выиграл Тургенев, неоднократно перепечатывалась в качестве доказательства высокого класса игры русского писателя.

## Примечательная партия
Главным творческим достижением Мачуского считается одержанная в 1863 г. разгромная победа над И. Колишем, входившим в то время в число сильнейших шахматистов мира. Финал партии стал учебным примером на тему завлечения.
|   | a | b | c | d | e | f | g | h |   |
| - | --- | --- | --- | --- | --- | --- | --- | --- | - |
| 8 | a8 чёрная ладья · c8 чёрный слон · e8 чёрный король · h8 чёрная ладья · a7 чёрная пешка · b7 чёрная пешка · c7 чёрная пешка · f7 чёрная пешка · g7 чёрная пешка · h7 чёрная пешка · c6 чёрная пешка · d4 белый ферзь · e4 чёрный конь · g4 чёрный ферзь · a2 белая пешка · b2 белая пешка · c2 белая пешка · d2 белый слон · g2 белая пешка · h2 белая пешка · c1 белый король · d1 белая ладья · f1 белый слон · h1 белая ладья | a8 чёрная ладья · c8 чёрный слон · e8 чёрный король · h8 чёрная ладья · a7 чёрная пешка · b7 чёрная пешка · c7 чёрная пешка · f7 чёрная пешка · g7 чёрная пешка · h7 чёрная пешка · c6 чёрная пешка · d4 белый ферзь · e4 чёрный конь · g4 чёрный ферзь · a2 белая пешка · b2 белая пешка · c2 белая пешка · d2 белый слон · g2 белая пешка · h2 белая пешка · c1 белый король · d1 белая ладья · f1 белый слон · h1 белая ладья | a8 чёрная ладья · c8 чёрный слон · e8 чёрный король · h8 чёрная ладья · a7 чёрная пешка · b7 чёрная пешка · c7 чёрная пешка · f7 чёрная пешка · g7 чёрная пешка · h7 чёрная пешка · c6 чёрная пешка · d4 белый ферзь · e4 чёрный конь · g4 чёрный ферзь · a2 белая пешка · b2 белая пешка · c2 белая пешка · d2 белый слон · g2 белая пешка · h2 белая пешка · c1 белый король · d1 белая ладья · f1 белый слон · h1 белая ладья | a8 чёрная ладья · c8 чёрный слон · e8 чёрный король · h8 чёрная ладья · a7 чёрная пешка · b7 чёрная пешка · c7 чёрная пешка · f7 чёрная пешка · g7 чёрная пешка · h7 чёрная пешка · c6 чёрная пешка · d4 белый ферзь · e4 чёрный конь · g4 чёрный ферзь · a2 белая пешка · b2 белая пешка · c2 белая пешка · d2 белый слон · g2 белая пешка · h2 белая пешка · c1 белый король · d1 белая ладья · f1 белый слон · h1 белая ладья | a8 чёрная ладья · c8 чёрный слон · e8 чёрный король · h8 чёрная ладья · a7 чёрная пешка · b7 чёрная пешка · c7 чёрная пешка · f7 чёрная пешка · g7 чёрная пешка · h7 чёрная пешка · c6 чёрная пешка · d4 белый ферзь · e4 чёрный конь · g4 чёрный ферзь · a2 белая пешка · b2 белая пешка · c2 белая пешка · d2 белый слон · g2 белая пешка · h2 белая пешка · c1 белый король · d1 белая ладья · f1 белый слон · h1 белая ладья | a8 чёрная ладья · c8 чёрный слон · e8 чёрный король · h8 чёрная ладья · a7 чёрная пешка · b7 чёрная пешка · c7 чёрная пешка · f7 чёрная пешка · g7 чёрная пешка · h7 чёрная пешка · c6 чёрная пешка · d4 белый ферзь · e4 чёрный конь · g4 чёрный ферзь · a2 белая пешка · b2 белая пешка · c2 белая пешка · d2 белый слон · g2 белая пешка · h2 белая пешка · c1 белый король · d1 белая ладья · f1 белый слон · h1 белая ладья | a8 чёрная ладья · c8 чёрный слон · e8 чёрный король · h8 чёрная ладья · a7 чёрная пешка · b7 чёрная пешка · c7 чёрная пешка · f7 чёрная пешка · g7 чёрная пешка · h7 чёрная пешка · c6 чёрная пешка · d4 белый ферзь · e4 чёрный конь · g4 чёрный ферзь · a2 белая пешка · b2 белая пешка · c2 белая пешка · d2 белый слон · g2 белая пешка · h2 белая пешка · c1 белый король · d1 белая ладья · f1 белый слон · h1 белая ладья | a8 чёрная ладья · c8 чёрный слон · e8 чёрный король · h8 чёрная ладья · a7 чёрная пешка · b7 чёрная пешка · c7 чёрная пешка · f7 чёрная пешка · g7 чёрная пешка · h7 чёрная пешка · c6 чёрная пешка · d4 белый ферзь · e4 чёрный конь · g4 чёрный ферзь · a2 белая пешка · b2 белая пешка · c2 белая пешка · d2 белый слон · g2 белая пешка · h2 белая пешка · c1 белый король · d1 белая ладья · f1 белый слон · h1 белая ладья | 8 |
| 7 | a8 чёрная ладья · c8 чёрный слон · e8 чёрный король · h8 чёрная ладья · a7 чёрная пешка · b7 чёрная пешка · c7 чёрная пешка · f7 чёрная пешка · g7 чёрная пешка · h7 чёрная пешка · c6 чёрная пешка · d4 белый ферзь · e4 чёрный конь · g4 чёрный ферзь · a2 белая пешка · b2 белая пешка · c2 белая пешка · d2 белый слон · g2 белая пешка · h2 белая пешка · c1 белый король · d1 белая ладья · f1 белый слон · h1 белая ладья | a8 чёрная ладья · c8 чёрный слон · e8 чёрный король · h8 чёрная ладья · a7 чёрная пешка · b7 чёрная пешка · c7 чёрная пешка · f7 чёрная пешка · g7 чёрная пешка · h7 чёрная пешка · c6 чёрная пешка · d4 белый ферзь · e4 чёрный конь · g4 чёрный ферзь · a2 белая пешка · b2 белая пешка · c2 белая пешка · d2 белый слон · g2 белая пешка · h2 белая пешка · c1 белый король · d1 белая ладья · f1 белый слон · h1 белая ладья | a8 чёрная ладья · c8 чёрный слон · e8 чёрный король · h8 чёрная ладья · a7 чёрная пешка · b7 чёрная пешка · c7 чёрная пешка · f7 чёрная пешка · g7 чёрная пешка · h7 чёрная пешка · c6 чёрная пешка · d4 белый ферзь · e4 чёрный конь · g4 чёрный ферзь · a2 белая пешка · b2 белая пешка · c2 белая пешка · d2 белый слон · g2 белая пешка · h2 белая пешка · c1 белый король · d1 белая ладья · f1 белый слон · h1 белая ладья | a8 чёрная ладья · c8 чёрный слон · e8 чёрный король · h8 чёрная ладья · a7 чёрная пешка · b7 чёрная пешка · c7 чёрная пешка · f7 чёрная пешка · g7 чёрная пешка · h7 чёрная пешка · c6 чёрная пешка · d4 белый ферзь · e4 чёрный конь · g4 чёрный ферзь · a2 белая пешка · b2 белая пешка · c2 белая пешка · d2 белый слон · g2 белая пешка · h2 белая пешка · c1 белый король · d1 белая ладья · f1 белый слон · h1 белая ладья | a8 чёрная ладья · c8 чёрный слон · e8 чёрный король · h8 чёрная ладья · a7 чёрная пешка · b7 чёрная пешка · c7 чёрная пешка · f7 чёрная пешка · g7 чёрная пешка · h7 чёрная пешка · c6 чёрная пешка · d4 белый ферзь · e4 чёрный конь · g4 чёрный ферзь · a2 белая пешка · b2 белая пешка · c2 белая пешка · d2 белый слон · g2 белая пешка · h2 белая пешка · c1 белый король · d1 белая ладья · f1 белый слон · h1 белая ладья | a8 чёрная ладья · c8 чёрный слон · e8 чёрный король · h8 чёрная ладья · a7 чёрная пешка · b7 чёрная пешка · c7 чёрная пешка · f7 чёрная пешка · g7 чёрная пешка · h7 чёрная пешка · c6 чёрная пешка · d4 белый ферзь · e4 чёрный конь · g4 чёрный ферзь · a2 белая пешка · b2 белая пешка · c2 белая пешка · d2 белый слон · g2 белая пешка · h2 белая пешка · c1 белый король · d1 белая ладья · f1 белый слон · h1 белая ладья | a8 чёрная ладья · c8 чёрный слон · e8 чёрный король · h8 чёрная ладья · a7 чёрная пешка · b7 чёрная пешка · c7 чёрная пешка · f7 чёрная пешка · g7 чёрная пешка · h7 чёрная пешка · c6 чёрная пешка · d4 белый ферзь · e4 чёрный конь · g4 чёрный ферзь · a2 белая пешка · b2 белая пешка · c2 белая пешка · d2 белый слон · g2 белая пешка · h2 белая пешка · c1 белый король · d1 белая ладья · f1 белый слон · h1 белая ладья | a8 чёрная ладья · c8 чёрный слон · e8 чёрный король · h8 чёрная ладья · a7 чёрная пешка · b7 чёрная пешка · c7 чёрная пешка · f7 чёрная пешка · g7 чёрная пешка · h7 чёрная пешка · c6 чёрная пешка · d4 белый ферзь · e4 чёрный конь · g4 чёрный ферзь · a2 белая пешка · b2 белая пешка · c2 белая пешка · d2 белый слон · g2 белая пешка · h2 белая пешка · c1 белый король · d1 белая ладья · f1 белый слон · h1 белая ладья | 7 |
| 6 | a8 чёрная ладья · c8 чёрный слон · e8 чёрный король · h8 чёрная ладья · a7 чёрная пешка · b7 чёрная пешка · c7 чёрная пешка · f7 чёрная пешка · g7 чёрная пешка · h7 чёрная пешка · c6 чёрная пешка · d4 белый ферзь · e4 чёрный конь · g4 чёрный ферзь · a2 белая пешка · b2 белая пешка · c2 белая пешка · d2 белый слон · g2 белая пешка · h2 белая пешка · c1 белый король · d1 белая ладья · f1 белый слон · h1 белая ладья | a8 чёрная ладья · c8 чёрный слон · e8 чёрный король · h8 чёрная ладья · a7 чёрная пешка · b7 чёрная пешка · c7 чёрная пешка · f7 чёрная пешка · g7 чёрная пешка · h7 чёрная пешка · c6 чёрная пешка · d4 белый ферзь · e4 чёрный конь · g4 чёрный ферзь · a2 белая пешка · b2 белая пешка · c2 белая пешка · d2 белый слон · g2 белая пешка · h2 белая пешка · c1 белый король · d1 белая ладья · f1 белый слон · h1 белая ладья | a8 чёрная ладья · c8 чёрный слон · e8 чёрный король · h8 чёрная ладья · a7 чёрная пешка · b7 чёрная пешка · c7 чёрная пешка · f7 чёрная пешка · g7 чёрная пешка · h7 чёрная пешка · c6 чёрная пешка · d4 белый ферзь · e4 чёрный конь · g4 чёрный ферзь · a2 белая пешка · b2 белая пешка · c2 белая пешка · d2 белый слон · g2 белая пешка · h2 белая пешка · c1 белый король · d1 белая ладья · f1 белый слон · h1 белая ладья | a8 чёрная ладья · c8 чёрный слон · e8 чёрный король · h8 чёрная ладья · a7 чёрная пешка · b7 чёрная пешка · c7 чёрная пешка · f7 чёрная пешка · g7 чёрная пешка · h7 чёрная пешка · c6 чёрная пешка · d4 белый ферзь · e4 чёрный конь · g4 чёрный ферзь · a2 белая пешка · b2 белая пешка · c2 белая пешка · d2 белый слон · g2 белая пешка · h2 белая пешка · c1 белый король · d1 белая ладья · f1 белый слон · h1 белая ладья | a8 чёрная ладья · c8 чёрный слон · e8 чёрный король · h8 чёрная ладья · a7 чёрная пешка · b7 чёрная пешка · c7 чёрная пешка · f7 чёрная пешка · g7 чёрная пешка · h7 чёрная пешка · c6 чёрная пешка · d4 белый ферзь · e4 чёрный конь · g4 чёрный ферзь · a2 белая пешка · b2 белая пешка · c2 белая пешка · d2 белый слон · g2 белая пешка · h2 белая пешка · c1 белый король · d1 белая ладья · f1 белый слон · h1 белая ладья | a8 чёрная ладья · c8 чёрный слон · e8 чёрный король · h8 чёрная ладья · a7 чёрная пешка · b7 чёрная пешка · c7 чёрная пешка · f7 чёрная пешка · g7 чёрная пешка · h7 чёрная пешка · c6 чёрная пешка · d4 белый ферзь · e4 чёрный конь · g4 чёрный ферзь · a2 белая пешка · b2 белая пешка · c2 белая пешка · d2 белый слон · g2 белая пешка · h2 белая пешка · c1 белый король · d1 белая ладья · f1 белый слон · h1 белая ладья | a8 чёрная ладья · c8 чёрный слон · e8 чёрный король · h8 чёрная ладья · a7 чёрная пешка · b7 чёрная пешка · c7 чёрная пешка · f7 чёрная пешка · g7 чёрная пешка · h7 чёрная пешка · c6 чёрная пешка · d4 белый ферзь · e4 чёрный конь · g4 чёрный ферзь · a2 белая пешка · b2 белая пешка · c2 белая пешка · d2 белый слон · g2 белая пешка · h2 белая пешка · c1 белый король · d1 белая ладья · f1 белый слон · h1 белая ладья | a8 чёрная ладья · c8 чёрный слон · e8 чёрный король · h8 чёрная ладья · a7 чёрная пешка · b7 чёрная пешка · c7 чёрная пешка · f7 чёрная пешка · g7 чёрная пешка · h7 чёрная пешка · c6 чёрная пешка · d4 белый ферзь · e4 чёрный конь · g4 чёрный ферзь · a2 белая пешка · b2 белая пешка · c2 белая пешка · d2 белый слон · g2 белая пешка · h2 белая пешка · c1 белый король · d1 белая ладья · f1 белый слон · h1 белая ладья | 6 |
| 5 | a8 чёрная ладья · c8 чёрный слон · e8 чёрный король · h8 чёрная ладья · a7 чёрная пешка · b7 чёрная пешка · c7 чёрная пешка · f7 чёрная пешка · g7 чёрная пешка · h7 чёрная пешка · c6 чёрная пешка · d4 белый ферзь · e4 чёрный конь · g4 чёрный ферзь · a2 белая пешка · b2 белая пешка · c2 белая пешка · d2 белый слон · g2 белая пешка · h2 белая пешка · c1 белый король · d1 белая ладья · f1 белый слон · h1 белая ладья | a8 чёрная ладья · c8 чёрный слон · e8 чёрный король · h8 чёрная ладья · a7 чёрная пешка · b7 чёрная пешка · c7 чёрная пешка · f7 чёрная пешка · g7 чёрная пешка · h7 чёрная пешка · c6 чёрная пешка · d4 белый ферзь · e4 чёрный конь · g4 чёрный ферзь · a2 белая пешка · b2 белая пешка · c2 белая пешка · d2 белый слон · g2 белая пешка · h2 белая пешка · c1 белый король · d1 белая ладья · f1 белый слон · h1 белая ладья | a8 чёрная ладья · c8 чёрный слон · e8 чёрный король · h8 чёрная ладья · a7 чёрная пешка · b7 чёрная пешка · c7 чёрная пешка · f7 чёрная пешка · g7 чёрная пешка · h7 чёрная пешка · c6 чёрная пешка · d4 белый ферзь · e4 чёрный конь · g4 чёрный ферзь · a2 белая пешка · b2 белая пешка · c2 белая пешка · d2 белый слон · g2 белая пешка · h2 белая пешка · c1 белый король · d1 белая ладья · f1 белый слон · h1 белая ладья | a8 чёрная ладья · c8 чёрный слон · e8 чёрный король · h8 чёрная ладья · a7 чёрная пешка · b7 чёрная пешка · c7 чёрная пешка · f7 чёрная пешка · g7 чёрная пешка · h7 чёрная пешка · c6 чёрная пешка · d4 белый ферзь · e4 чёрный конь · g4 чёрный ферзь · a2 белая пешка · b2 белая пешка · c2 белая пешка · d2 белый слон · g2 белая пешка · h2 белая пешка · c1 белый король · d1 белая ладья · f1 белый слон · h1 белая ладья | a8 чёрная ладья · c8 чёрный слон · e8 чёрный король · h8 чёрная ладья · a7 чёрная пешка · b7 чёрная пешка · c7 чёрная пешка · f7 чёрная пешка · g7 чёрная пешка · h7 чёрная пешка · c6 чёрная пешка · d4 белый ферзь · e4 чёрный конь · g4 чёрный ферзь · a2 белая пешка · b2 белая пешка · c2 белая пешка · d2 белый слон · g2 белая пешка · h2 белая пешка · c1 белый король · d1 белая ладья · f1 белый слон · h1 белая ладья | a8 чёрная ладья · c8 чёрный слон · e8 чёрный король · h8 чёрная ладья · a7 чёрная пешка · b7 чёрная пешка · c7 чёрная пешка · f7 чёрная пешка · g7 чёрная пешка · h7 чёрная пешка · c6 чёрная пешка · d4 белый ферзь · e4 чёрный конь · g4 чёрный ферзь · a2 белая пешка · b2 белая пешка · c2 белая пешка · d2 белый слон · g2 белая пешка · h2 белая пешка · c1 белый король · d1 белая ладья · f1 белый слон · h1 белая ладья | a8 чёрная ладья · c8 чёрный слон · e8 чёрный король · h8 чёрная ладья · a7 чёрная пешка · b7 чёрная пешка · c7 чёрная пешка · f7 чёрная пешка · g7 чёрная пешка · h7 чёрная пешка · c6 чёрная пешка · d4 белый ферзь · e4 чёрный конь · g4 чёрный ферзь · a2 белая пешка · b2 белая пешка · c2 белая пешка · d2 белый слон · g2 белая пешка · h2 белая пешка · c1 белый король · d1 белая ладья · f1 белый слон · h1 белая ладья | a8 чёрная ладья · c8 чёрный слон · e8 чёрный король · h8 чёрная ладья · a7 чёрная пешка · b7 чёрная пешка · c7 чёрная пешка · f7 чёрная пешка · g7 чёрная пешка · h7 чёрная пешка · c6 чёрная пешка · d4 белый ферзь · e4 чёрный конь · g4 чёрный ферзь · a2 белая пешка · b2 белая пешка · c2 белая пешка · d2 белый слон · g2 белая пешка · h2 белая пешка · c1 белый король · d1 белая ладья · f1 белый слон · h1 белая ладья | 5 |
| 4 | a8 чёрная ладья · c8 чёрный слон · e8 чёрный король · h8 чёрная ладья · a7 чёрная пешка · b7 чёрная пешка · c7 чёрная пешка · f7 чёрная пешка · g7 чёрная пешка · h7 чёрная пешка · c6 чёрная пешка · d4 белый ферзь · e4 чёрный конь · g4 чёрный ферзь · a2 белая пешка · b2 белая пешка · c2 белая пешка · d2 белый слон · g2 белая пешка · h2 белая пешка · c1 белый король · d1 белая ладья · f1 белый слон · h1 белая ладья | a8 чёрная ладья · c8 чёрный слон · e8 чёрный король · h8 чёрная ладья · a7 чёрная пешка · b7 чёрная пешка · c7 чёрная пешка · f7 чёрная пешка · g7 чёрная пешка · h7 чёрная пешка · c6 чёрная пешка · d4 белый ферзь · e4 чёрный конь · g4 чёрный ферзь · a2 белая пешка · b2 белая пешка · c2 белая пешка · d2 белый слон · g2 белая пешка · h2 белая пешка · c1 белый король · d1 белая ладья · f1 белый слон · h1 белая ладья | a8 чёрная ладья · c8 чёрный слон · e8 чёрный король · h8 чёрная ладья · a7 чёрная пешка · b7 чёрная пешка · c7 чёрная пешка · f7 чёрная пешка · g7 чёрная пешка · h7 чёрная пешка · c6 чёрная пешка · d4 белый ферзь · e4 чёрный конь · g4 чёрный ферзь · a2 белая пешка · b2 белая пешка · c2 белая пешка · d2 белый слон · g2 белая пешка · h2 белая пешка · c1 белый король · d1 белая ладья · f1 белый слон · h1 белая ладья | a8 чёрная ладья · c8 чёрный слон · e8 чёрный король · h8 чёрная ладья · a7 чёрная пешка · b7 чёрная пешка · c7 чёрная пешка · f7 чёрная пешка · g7 чёрная пешка · h7 чёрная пешка · c6 чёрная пешка · d4 белый ферзь · e4 чёрный конь · g4 чёрный ферзь · a2 белая пешка · b2 белая пешка · c2 белая пешка · d2 белый слон · g2 белая пешка · h2 белая пешка · c1 белый король · d1 белая ладья · f1 белый слон · h1 белая ладья | a8 чёрная ладья · c8 чёрный слон · e8 чёрный король · h8 чёрная ладья · a7 чёрная пешка · b7 чёрная пешка · c7 чёрная пешка · f7 чёрная пешка · g7 чёрная пешка · h7 чёрная пешка · c6 чёрная пешка · d4 белый ферзь · e4 чёрный конь · g4 чёрный ферзь · a2 белая пешка · b2 белая пешка · c2 белая пешка · d2 белый слон · g2 белая пешка · h2 белая пешка · c1 белый король · d1 белая ладья · f1 белый слон · h1 белая ладья | a8 чёрная ладья · c8 чёрный слон · e8 чёрный король · h8 чёрная ладья · a7 чёрная пешка · b7 чёрная пешка · c7 чёрная пешка · f7 чёрная пешка · g7 чёрная пешка · h7 чёрная пешка · c6 чёрная пешка · d4 белый ферзь · e4 чёрный конь · g4 чёрный ферзь · a2 белая пешка · b2 белая пешка · c2 белая пешка · d2 белый слон · g2 белая пешка · h2 белая пешка · c1 белый король · d1 белая ладья · f1 белый слон · h1 белая ладья | a8 чёрная ладья · c8 чёрный слон · e8 чёрный король · h8 чёрная ладья · a7 чёрная пешка · b7 чёрная пешка · c7 чёрная пешка · f7 чёрная пешка · g7 чёрная пешка · h7 чёрная пешка · c6 чёрная пешка · d4 белый ферзь · e4 чёрный конь · g4 чёрный ферзь · a2 белая пешка · b2 белая пешка · c2 белая пешка · d2 белый слон · g2 белая пешка · h2 белая пешка · c1 белый король · d1 белая ладья · f1 белый слон · h1 белая ладья | a8 чёрная ладья · c8 чёрный слон · e8 чёрный король · h8 чёрная ладья · a7 чёрная пешка · b7 чёрная пешка · c7 чёрная пешка · f7 чёрная пешка · g7 чёрная пешка · h7 чёрная пешка · c6 чёрная пешка · d4 белый ферзь · e4 чёрный конь · g4 чёрный ферзь · a2 белая пешка · b2 белая пешка · c2 белая пешка · d2 белый слон · g2 белая пешка · h2 белая пешка · c1 белый король · d1 белая ладья · f1 белый слон · h1 белая ладья | 4 |
| 3 | a8 чёрная ладья · c8 чёрный слон · e8 чёрный король · h8 чёрная ладья · a7 чёрная пешка · b7 чёрная пешка · c7 чёрная пешка · f7 чёрная пешка · g7 чёрная пешка · h7 чёрная пешка · c6 чёрная пешка · d4 белый ферзь · e4 чёрный конь · g4 чёрный ферзь · a2 белая пешка · b2 белая пешка · c2 белая пешка · d2 белый слон · g2 белая пешка · h2 белая пешка · c1 белый король · d1 белая ладья · f1 белый слон · h1 белая ладья | a8 чёрная ладья · c8 чёрный слон · e8 чёрный король · h8 чёрная ладья · a7 чёрная пешка · b7 чёрная пешка · c7 чёрная пешка · f7 чёрная пешка · g7 чёрная пешка · h7 чёрная пешка · c6 чёрная пешка · d4 белый ферзь · e4 чёрный конь · g4 чёрный ферзь · a2 белая пешка · b2 белая пешка · c2 белая пешка · d2 белый слон · g2 белая пешка · h2 белая пешка · c1 белый король · d1 белая ладья · f1 белый слон · h1 белая ладья | a8 чёрная ладья · c8 чёрный слон · e8 чёрный король · h8 чёрная ладья · a7 чёрная пешка · b7 чёрная пешка · c7 чёрная пешка · f7 чёрная пешка · g7 чёрная пешка · h7 чёрная пешка · c6 чёрная пешка · d4 белый ферзь · e4 чёрный конь · g4 чёрный ферзь · a2 белая пешка · b2 белая пешка · c2 белая пешка · d2 белый слон · g2 белая пешка · h2 белая пешка · c1 белый король · d1 белая ладья · f1 белый слон · h1 белая ладья | a8 чёрная ладья · c8 чёрный слон · e8 чёрный король · h8 чёрная ладья · a7 чёрная пешка · b7 чёрная пешка · c7 чёрная пешка · f7 чёрная пешка · g7 чёрная пешка · h7 чёрная пешка · c6 чёрная пешка · d4 белый ферзь · e4 чёрный конь · g4 чёрный ферзь · a2 белая пешка · b2 белая пешка · c2 белая пешка · d2 белый слон · g2 белая пешка · h2 белая пешка · c1 белый король · d1 белая ладья · f1 белый слон · h1 белая ладья | a8 чёрная ладья · c8 чёрный слон · e8 чёрный король · h8 чёрная ладья · a7 чёрная пешка · b7 чёрная пешка · c7 чёрная пешка · f7 чёрная пешка · g7 чёрная пешка · h7 чёрная пешка · c6 чёрная пешка · d4 белый ферзь · e4 чёрный конь · g4 чёрный ферзь · a2 белая пешка · b2 белая пешка · c2 белая пешка · d2 белый слон · g2 белая пешка · h2 белая пешка · c1 белый король · d1 белая ладья · f1 белый слон · h1 белая ладья | a8 чёрная ладья · c8 чёрный слон · e8 чёрный король · h8 чёрная ладья · a7 чёрная пешка · b7 чёрная пешка · c7 чёрная пешка · f7 чёрная пешка · g7 чёрная пешка · h7 чёрная пешка · c6 чёрная пешка · d4 белый ферзь · e4 чёрный конь · g4 чёрный ферзь · a2 белая пешка · b2 белая пешка · c2 белая пешка · d2 белый слон · g2 белая пешка · h2 белая пешка · c1 белый король · d1 белая ладья · f1 белый слон · h1 белая ладья | a8 чёрная ладья · c8 чёрный слон · e8 чёрный король · h8 чёрная ладья · a7 чёрная пешка · b7 чёрная пешка · c7 чёрная пешка · f7 чёрная пешка · g7 чёрная пешка · h7 чёрная пешка · c6 чёрная пешка · d4 белый ферзь · e4 чёрный конь · g4 чёрный ферзь · a2 белая пешка · b2 белая пешка · c2 белая пешка · d2 белый слон · g2 белая пешка · h2 белая пешка · c1 белый король · d1 белая ладья · f1 белый слон · h1 белая ладья | a8 чёрная ладья · c8 чёрный слон · e8 чёрный король · h8 чёрная ладья · a7 чёрная пешка · b7 чёрная пешка · c7 чёрная пешка · f7 чёрная пешка · g7 чёрная пешка · h7 чёрная пешка · c6 чёрная пешка · d4 белый ферзь · e4 чёрный конь · g4 чёрный ферзь · a2 белая пешка · b2 белая пешка · c2 белая пешка · d2 белый слон · g2 белая пешка · h2 белая пешка · c1 белый король · d1 белая ладья · f1 белый слон · h1 белая ладья | 3 |
| 2 | a8 чёрная ладья · c8 чёрный слон · e8 чёрный король · h8 чёрная ладья · a7 чёрная пешка · b7 чёрная пешка · c7 чёрная пешка · f7 чёрная пешка · g7 чёрная пешка · h7 чёрная пешка · c6 чёрная пешка · d4 белый ферзь · e4 чёрный конь · g4 чёрный ферзь · a2 белая пешка · b2 белая пешка · c2 белая пешка · d2 белый слон · g2 белая пешка · h2 белая пешка · c1 белый король · d1 белая ладья · f1 белый слон · h1 белая ладья | a8 чёрная ладья · c8 чёрный слон · e8 чёрный король · h8 чёрная ладья · a7 чёрная пешка · b7 чёрная пешка · c7 чёрная пешка · f7 чёрная пешка · g7 чёрная пешка · h7 чёрная пешка · c6 чёрная пешка · d4 белый ферзь · e4 чёрный конь · g4 чёрный ферзь · a2 белая пешка · b2 белая пешка · c2 белая пешка · d2 белый слон · g2 белая пешка · h2 белая пешка · c1 белый король · d1 белая ладья · f1 белый слон · h1 белая ладья | a8 чёрная ладья · c8 чёрный слон · e8 чёрный король · h8 чёрная ладья · a7 чёрная пешка · b7 чёрная пешка · c7 чёрная пешка · f7 чёрная пешка · g7 чёрная пешка · h7 чёрная пешка · c6 чёрная пешка · d4 белый ферзь · e4 чёрный конь · g4 чёрный ферзь · a2 белая пешка · b2 белая пешка · c2 белая пешка · d2 белый слон · g2 белая пешка · h2 белая пешка · c1 белый король · d1 белая ладья · f1 белый слон · h1 белая ладья | a8 чёрная ладья · c8 чёрный слон · e8 чёрный король · h8 чёрная ладья · a7 чёрная пешка · b7 чёрная пешка · c7 чёрная пешка · f7 чёрная пешка · g7 чёрная пешка · h7 чёрная пешка · c6 чёрная пешка · d4 белый ферзь · e4 чёрный конь · g4 чёрный ферзь · a2 белая пешка · b2 белая пешка · c2 белая пешка · d2 белый слон · g2 белая пешка · h2 белая пешка · c1 белый король · d1 белая ладья · f1 белый слон · h1 белая ладья | a8 чёрная ладья · c8 чёрный слон · e8 чёрный король · h8 чёрная ладья · a7 чёрная пешка · b7 чёрная пешка · c7 чёрная пешка · f7 чёрная пешка · g7 чёрная пешка · h7 чёрная пешка · c6 чёрная пешка · d4 белый ферзь · e4 чёрный конь · g4 чёрный ферзь · a2 белая пешка · b2 белая пешка · c2 белая пешка · d2 белый слон · g2 белая пешка · h2 белая пешка · c1 белый король · d1 белая ладья · f1 белый слон · h1 белая ладья | a8 чёрная ладья · c8 чёрный слон · e8 чёрный король · h8 чёрная ладья · a7 чёрная пешка · b7 чёрная пешка · c7 чёрная пешка · f7 чёрная пешка · g7 чёрная пешка · h7 чёрная пешка · c6 чёрная пешка · d4 белый ферзь · e4 чёрный конь · g4 чёрный ферзь · a2 белая пешка · b2 белая пешка · c2 белая пешка · d2 белый слон · g2 белая пешка · h2 белая пешка · c1 белый король · d1 белая ладья · f1 белый слон · h1 белая ладья | a8 чёрная ладья · c8 чёрный слон · e8 чёрный король · h8 чёрная ладья · a7 чёрная пешка · b7 чёрная пешка · c7 чёрная пешка · f7 чёрная пешка · g7 чёрная пешка · h7 чёрная пешка · c6 чёрная пешка · d4 белый ферзь · e4 чёрный конь · g4 чёрный ферзь · a2 белая пешка · b2 белая пешка · c2 белая пешка · d2 белый слон · g2 белая пешка · h2 белая пешка · c1 белый король · d1 белая ладья · f1 белый слон · h1 белая ладья | a8 чёрная ладья · c8 чёрный слон · e8 чёрный король · h8 чёрная ладья · a7 чёрная пешка · b7 чёрная пешка · c7 чёрная пешка · f7 чёрная пешка · g7 чёрная пешка · h7 чёрная пешка · c6 чёрная пешка · d4 белый ферзь · e4 чёрный конь · g4 чёрный ферзь · a2 белая пешка · b2 белая пешка · c2 белая пешка · d2 белый слон · g2 белая пешка · h2 белая пешка · c1 белый король · d1 белая ладья · f1 белый слон · h1 белая ладья | 2 |
| 1 | a8 чёрная ладья · c8 чёрный слон · e8 чёрный король · h8 чёрная ладья · a7 чёрная пешка · b7 чёрная пешка · c7 чёрная пешка · f7 чёрная пешка · g7 чёрная пешка · h7 чёрная пешка · c6 чёрная пешка · d4 белый ферзь · e4 чёрный конь · g4 чёрный ферзь · a2 белая пешка · b2 белая пешка · c2 белая пешка · d2 белый слон · g2 белая пешка · h2 белая пешка · c1 белый король · d1 белая ладья · f1 белый слон · h1 белая ладья | a8 чёрная ладья · c8 чёрный слон · e8 чёрный король · h8 чёрная ладья · a7 чёрная пешка · b7 чёрная пешка · c7 чёрная пешка · f7 чёрная пешка · g7 чёрная пешка · h7 чёрная пешка · c6 чёрная пешка · d4 белый ферзь · e4 чёрный конь · g4 чёрный ферзь · a2 белая пешка · b2 белая пешка · c2 белая пешка · d2 белый слон · g2 белая пешка · h2 белая пешка · c1 белый король · d1 белая ладья · f1 белый слон · h1 белая ладья | a8 чёрная ладья · c8 чёрный слон · e8 чёрный король · h8 чёрная ладья · a7 чёрная пешка · b7 чёрная пешка · c7 чёрная пешка · f7 чёрная пешка · g7 чёрная пешка · h7 чёрная пешка · c6 чёрная пешка · d4 белый ферзь · e4 чёрный конь · g4 чёрный ферзь · a2 белая пешка · b2 белая пешка · c2 белая пешка · d2 белый слон · g2 белая пешка · h2 белая пешка · c1 белый король · d1 белая ладья · f1 белый слон · h1 белая ладья | a8 чёрная ладья · c8 чёрный слон · e8 чёрный король · h8 чёрная ладья · a7 чёрная пешка · b7 чёрная пешка · c7 чёрная пешка · f7 чёрная пешка · g7 чёрная пешка · h7 чёрная пешка · c6 чёрная пешка · d4 белый ферзь · e4 чёрный конь · g4 чёрный ферзь · a2 белая пешка · b2 белая пешка · c2 белая пешка · d2 белый слон · g2 белая пешка · h2 белая пешка · c1 белый король · d1 белая ладья · f1 белый слон · h1 белая ладья | a8 чёрная ладья · c8 чёрный слон · e8 чёрный король · h8 чёрная ладья · a7 чёрная пешка · b7 чёрная пешка · c7 чёрная пешка · f7 чёрная пешка · g7 чёрная пешка · h7 чёрная пешка · c6 чёрная пешка · d4 белый ферзь · e4 чёрный конь · g4 чёрный ферзь · a2 белая пешка · b2 белая пешка · c2 белая пешка · d2 белый слон · g2 белая пешка · h2 белая пешка · c1 белый король · d1 белая ладья · f1 белый слон · h1 белая ладья | a8 чёрная ладья · c8 чёрный слон · e8 чёрный король · h8 чёрная ладья · a7 чёрная пешка · b7 чёрная пешка · c7 чёрная пешка · f7 чёрная пешка · g7 чёрная пешка · h7 чёрная пешка · c6 чёрная пешка · d4 белый ферзь · e4 чёрный конь · g4 чёрный ферзь · a2 белая пешка · b2 белая пешка · c2 белая пешка · d2 белый слон · g2 белая пешка · h2 белая пешка · c1 белый король · d1 белая ладья · f1 белый слон · h1 белая ладья | a8 чёрная ладья · c8 чёрный слон · e8 чёрный король · h8 чёрная ладья · a7 чёрная пешка · b7 чёрная пешка · c7 чёрная пешка · f7 чёрная пешка · g7 чёрная пешка · h7 чёрная пешка · c6 чёрная пешка · d4 белый ферзь · e4 чёрный конь · g4 чёрный ферзь · a2 белая пешка · b2 белая пешка · c2 белая пешка · d2 белый слон · g2 белая пешка · h2 белая пешка · c1 белый король · d1 белая ладья · f1 белый слон · h1 белая ладья | a8 чёрная ладья · c8 чёрный слон · e8 чёрный король · h8 чёрная ладья · a7 чёрная пешка · b7 чёрная пешка · c7 чёрная пешка · f7 чёрная пешка · g7 чёрная пешка · h7 чёрная пешка · c6 чёрная пешка · d4 белый ферзь · e4 чёрный конь · g4 чёрный ферзь · a2 белая пешка · b2 белая пешка · c2 белая пешка · d2 белый слон · g2 белая пешка · h2 белая пешка · c1 белый король · d1 белая ладья · f1 белый слон · h1 белая ладья | 1 |
|   | a | b | c | d | e | f | g | h |   |

Мачуский — Колиш, Париж, 1863 г.
Шотландская партия
1. e4 e5 2. Кf3 Кc6 3. d4 ed 4. К:d4 Фh4 5. Кc3 Сb4 6. Фd3?
Позже сильнейшим продолжением было признано 6. Кb5. После 6… Ф:e4+ 7. Сe2 С:c3+ 8. К:c3 Фd4 9. Сd3 Кge7 10. 0—0 a6 11. Фh5 «у белых за пожертвованную пешку превосходная позиция и атака».
6… Кf6 7. К:c6.
После 7. Сd2 С:c3 8. С:c3 Ф:e4+ 9. Ф:e4 К:e4 10. К:c6 К:c3 теряется пешка.
7… dc 8. Сd2 С:c3?
Погоня за пешкой ни к чему хорошему не приводит.
9. С:c3 К:e4 10. Фd4! Фe7 11. 0—0—0 Фg5+?
Повторное проявление «активности» приводит к катастрофе.
12. f4! Ф:f4+ 13. Сd2 Фg4.
(См. диаграмму)
14. Фd8+!
Блестящая идея!
14… Кр: d8 15. Сg5++.
Черные сдались.